# Slagteren ved Kultorvet
Slagteren ved Kultorvet (tidligere Lammeslagteren) var en slagter på Frederiksborggade nær Kultorvet i København. Forretningen blev grundlagt i 1888 og var dermed blandt landets ældste slagtere. Butikken flyttede den 8. januar 2024 til Classensgade 50B på Østerbro.[kilde mangler]
De ansatte i butikken bar bowlerhatte, som slagtere traditionelt har gjort det.
Siden 1997 var alt slagterforretningens kød økologisk.
Op til jul blev der produceret blodpølse til en lille mængde faste kunder.

## Historie
Slagterforretningen blev etableret, da slagtermester Niels Hansen åbnede d. 1. oktober 1888. Han havde fire andre butikker rundt om i København. Butikken blev i 1929 overdraget til Christensen og Engberg. Engberg blev i 1933 eneejer, da Christensen forlod den pga. alkoholisme.
I 1950'erne blev butikken omdøbt til Lammeslagteren, da Engberg begyndte at importere lammekød fra New Zealand. Han drev forretningen frem til 1970, da han i en alder af 82 år solgte den videre til "Kesse" Meisler Jørgensen fra Kødbyen. Jørgensen drev herefter i de følgende 14 år slagterbutikken. I starten af 1980'erne solgte han den til sin søn Niels, men det var fortsat den gamle Jørgensen, der stod i butikken. Han døde i 1984.
I 1989 blev butikken videresolgt til Jens "Slagter" Petersen og hans kompagnon Jan Nielsen, der tidligere havde arbejdet i Birkerød. Jens Slagter havde desuden tidligere arbejdet i London og Australien. Nielsen overlod sit ejerskab til Ken Siems i 1995. Han solgte sit ejerskab igen i 2001, hvorefter forretningen fusionerede med Jens Slagters tidligere slagterforretning i Birkerød. Som følge af økonomiske problemer blev de dog i sommeren 2003 igen splittet op i to selvstændige butikker.
Jens Slagter blev i 2004 kåret til "Årets Laugsmester" af Københavns Slagterlaug.
I 2014 blev Slagteren ved Kultorvet dømt til at betale 190.000 kr. i bøde, efter at butikken havde haft en udenlandsstuderende ansat over de 15 timer om ugen, som loven tillader. Dommen blev kritiseret af Dansk Erhverv, og Jens Slagter ankede dommen, men tabte året efter sagen ved Vestre Landsret og måtte betale bøden, der blev nedsat til 125.000 kr. I protest mod at der var gået "ged" i systemet, delte han gratis grillet gedekød ud ved forretningen. Kødet kom fra det økologiske landbrug Knuthenlund på Lolland.
Jens Slagter døde den 28. december 2017. 2019 overtog Oliver Kostovski, der havde arbejdet i forretningen siden 1.januar 2004. I efteråret 2023 meddelte Kostovski, at forretningen ville lukke d. 8. januar samme år, da det ikke længere var rentabelt at drive forretningen. Årsagen var en række af , der startede med coronaviruspandemien, herefter store stigninger i energipriser og et år med historisk høj inflation.
Forretningen er siden flyttet til Classensgade 50B på Østerbro i København, under navnet Slagteren ved Kultorvet-Østerbro og med Oliver Kostovski som indehaver.[kilde mangler]